# Amphinemura triangularis
Amphinemura triangularis är en bäcksländeart som först beskrevs av Friedrich Ris 1902.  Amphinemura triangularis ingår i släktet Amphinemura och familjen kryssbäcksländor. Inga underarter finns listade i Catalogue of Life.